# چراغ جادو (مجموعه تلویزیونی)
چراغ جادو یک مجموعه تلویزیونی محصول سال ۱۳۸۰–۱۳۷۹ به کارگردانی همایون اسعدیان و مسعود کرامتی، نویسندگی بهمن معتمدیان، عباس نعمتی، همایون اسعدیان و سروش صحت است که از شبکه ۱ پخش شد. 

## بازیگران

### ثابت
- مهدی هاشمی در نقش «غول چراغ جادو»

### میهمان
- سروش خلیلی
- داریوش اسدزاده
- فتحعلی اویسی
- علیرضا خمسه
- اکبر دودکار
- آناهیتا همتی
- محمدعلی ورشوچی
- کاظم هژیرآزاد
- مجید مشیری
- فلور نظری
- کامران فیوضات
- افشین سنگ‌چاپ
- رامین ناصرنصیر
- گیتی معینی
- آرش نوذری
- آزیتا لاچینی
- ابراهیم آبادی
- اسماعیل پوررضا
- امین زمانی‌فرد
- باقر صحرارودی
- تانیا جوهری
- جعفر بزرگی
- حشمت آرمیده
- خسرو احمدی
- رزا آرایش
- رضا خندان
- رضا داوودنژاد
- روح‌الله مفیدی
- ژرژ هاشم‌زاده
- سعیده عرب
- سیامک اشعریون
- شهرام قائدی
- علی ابوالحسنی
- علی اوسیوند
- علی عمرانی
- فرخ‌لقا هوشمند
- فرهاد اصلانی
- فلامک جنیدی
- قاسم زارع
- لیدا عباسی
- محسن زهتاب
- محمدرضا هدایتی
- علی دادرس
- طاهره اعلایی
- گلاره ملاباقری
- محمد حاتمی
- پوریا پورمحلاتی
- آرین
- هدایت الله اقابابائیان